# Jack Kracken
Jack Kracken (født Emil Ecklund i Gudbrandsdalen) var en norsk–amerikansk sværvægtsbokser, som var kendt på nordvestkysten i USA i 1930'erne. Han er bedst kendt som den første bokser, der blev slået af Joe Louis, hvilket skete den 4. juli 1934.

## Baggrund
Emil Ecklund havde sandsynligvis en lang historie som amatør, eller prisbokser, før han blev professionel. Nordmanden emigrerede fra Gudbrandsdalen til USA og bosatte sig på vestkysten. Det er opgivet at hans hjemsted var Bremerton, Washington. De kampe, som er registreret med hans vægt, varierer med mellem 80 og 90 kilo (højde og bredde er ikke opgivet). 

## Debut
I foråret 1930 blev han professionel sværvægtsbokser, og i Springfield, Illinois den 1. april mødte han George Kutulis, som kun havde en knockout-sejr (KO) fra året før. Ecklund tabte på knockout i 3. runde. Han tabte derefter sine tre efterfølgende kampe, men arbejdede sig op efter at have bokset seks runder mod King Levinsky (født Harris Krakow), som på daværende tidspunkt havde 28 sejre, 8 uafgjorte og kun 3 tab (Levinsky afsluttede sin karriere efter 119 kampe fordelt på 76 sejre (40 KO), 7 uafgjorte og 36 tabte i perioden 1928–1939). Karrieren vendte den 30. november 1931, efter at debutanten Joe Shafer blev slået ud i runde. Kampen foregik i Greenwich Coliseum, Tacoma, Washington.

## Jack Kracken
Man ved ikke, hvornår Emil Ecklund valgte at tage fighternavnet Jack Kracken, men efter sejren mod Shafter blev 1932 et godt år for Ecklund. Han vandt otte kampe det år, alle på knock-out (deraf 2 TKO). Den 8. februar 1932 vandt han som Emil Ecklund mod Murphy Sandstrom på KO i første runde. Det er derfor rimeligt at antage at fighternavnet kom senere på året i 1932, selv om at det først er i kampen mod Chick McBride den 16. februar 1933 at Kracken bliver tildelt sejren. Han mødte McBride igen ugen efter den (23. februar) og vandt også denne duel.
Året 1932 sluttede med en TKO, som stoppede rækken af vundne kampe til Ecklund. Dommeren stoppede kampen, efter at Ecklund tog tælling fem gange. Modstanderen var Battling Mix fra Alaska.

## Joe Louis
Ecklund boksede kun to kampe i 1934. Den 9. april viste Adolph Wiater sig at være for stærk og slog Ecklund på teknisk knockout i 5. runde i Marigold Gardens, Chicago, Illinois. Under denne kamp vejede Ecklund 191 pund (ca. 87 kg).
Tre måneder senere blev Ecklund sat til at møde Joe Louis, en ung farvet sværvægter fra Detroit. På trods af tabet mod Wiater var Ecklund med sin statistik på 10-6 (10 KO) anset som favorit til kampen mof debutanten Louis. Også denne kamp skulle foregå i Chicago, nu på Bacon's Arena. Af ukendte grunde vejede Ecklund denne gang kun 175 pund (knapt 80 kg). USAs nationaldag, den 4. juli 1934, blev ikke en god dag for norskamerikaneren. Oddsene vidste sig at være helt værdiløse, for umiddelbart efter kampen var i gang modtog Ecklund et venstre hook fra Louis, hvorved han gik i kanvassen og tog tælling til 9. Groggy og desorienteret kom han på benene, men Louis var over ham igen, og Jack Krackens karriere var ovre. Han blev slået igennem ringrebet og faldt i hænderne på Joe Triner, formanden i Illinois Athletic commission. Tappert forsøgte Ecklund at klatre tilbage i ringen, men dommeren stoppede kampen. Ecklunds møde med Joe Louis varede i 2 minutter. Joe Louis fortsatte en fantastisk karriere som en af datidens bedste sværvægtsboksere. Han sluttede karrieren med et knockout-tab mod Rocky Marciano den 26. oktober 1951, 17 år efter debuten mod nordmanden. Louis' statistik endte på 69 sejre (55 på KO) og 3 tab.
Emil Jack Kracken Ecklund afsluttede sin karriere med 10 sejre (alle på knockout) og 7 tab.